# Pomník Jana Žižky z Trocnova (Tábor)
Pomník Jana Žižky je umístěn na Žižkově náměstí, v centru historického města Tábora, v jižních Čechách, v městské památkové rezervaci (výnos MŠK čj. 36.568/61-V/2). Jedná se o sochařské dílo, připomínající historickou osobnost českých dějin i samotného husitského města. Pomník je výrazným urbanistickým prvkem náměstí.

## Popis

### Historie
Od roku 1420 se v Táboře tradice husitství udržovala po staletí. Ve 2. polovině 19. století, v době národního obrození, došlo k jejímu zaktivizování, což ovlivnilo i myšlenky na zhotovení sochy husitského vojevůdce; proto Občanská beseda v roce 1871 započala sbírku na postavení pomníku.
Pro realizaci byl vybrán Josef Václav Myslbek. Za dalšího sochaře, Bohuslava Schnircha, se přimlouvat obrozenec a tehdejší táborský poslanec Miroslav Tyrš. Sbírkou se vybralo 4 728 zlatých, což pro Schnircha nebylo dostatečné, na zakázce začal pracovat Myslbek. Jeho dílo mělo být odlito do kovu, podstavec měl být žulový. Dne 20. srpna 1874 s ním Občanská beseda, ve složení purkmistr Mořic Schöne, předseda Viktor Pospěch, místopředseda Jakub Zenkl a zástupce odboru pro vystavení pomníku Václav Fiala a Jan Mašek, uzavřela prozatímní smlouvu na dílo v hodnotě 4 000 zl. Definitivní smlouva byla podepsána 6. září 1874, odlitím sochy do kovu byla, na doporučení Myslbeka, pověřena smíchovská firma Josef Benke. Kameník Tomáš Šídlo měl (podle návrhu architekta Antonína Wiehla) zhotovit kamenný podstavec (13 stop vysoký a cca 11 stopy široký). Práce měly být dokončeny nejpozději do června roku 1876. Myslbekův honorář by činil 1 500 zl., Benkeho 1 200 zl. a Šídla 1 300 zl. Historickým poradcem byl František Palacký.
Myslbekův první návrh však táborskými nebyl přijat, firmy Josef Benke a Tomáš Šídlo v mezidobí ohlásily úpadek. Druhý Myslbekův model byl hotov na konci října roku 1876, byl schválen, a odevzdán do slévárny Františka Grünna (ten převzal zakázku od původní firmy). Myslbek s výběrem (Grűnna) nesouhlasil, obával se nekvality při odlévání. Socha byla odlita do zinku (ne do bronzu), ale nekvalitně, na čemž se shodla Umělecká beseda i hodnotitelé Bohuslav Schnirch, Josef Mauder a Václav Kafka. Přesto byl pomník 26. srpna 1877 slavnostně odhalen. Díky špatně odvedené práci se však socha v červnu roku 1878 naklonila a musela být sňata, vina byla svalována na Grünna. Rozbor závad pro městskou radu a Občanskou besedu vypracoval Bohuslav Schnirch a kovolitec Václav Mašek, kteří shlédli trosky. Podle nich zinkový Žižka nebyl opravitelný, doporučili pouze opravu podstavce a objednání nové, tentokrát kamenné sochy. Kámen doporučili hořický, nově stanovená cena (za sochu) se měla pohybovat kolem 3 000 zl. (konečná cena 2 250 zl.).
Pro zhotovení nového Žižky byl nejprve vybrán sochař Antonín Wildt, ten však před dokončením modelu zemřel. Dne 15. dubna 1884 výbor městské rady zadal dílo sochaři Josefu Strachovskému, a dílně bratrů Ducháčkových, kteří sochu z pískovcového monolitu posléze vytesali (František Dušan Zenkl ve svém průvodci z roku 1886 uvádí konkrétně Josefa Ducháčka). Z původního Myslbekova pomníku byl převzat žulový podstavec. Strachovský zhotovil model v září roku 1884, a nový pomník byl (podruhé) odhalen dne 26. října 1884. První odhalení doprovázely velkolepé oslavy, druhé bylo komornější, zúčastnili se jej pouze občané města, promluvil starosta Emanuel Zeis.

### Architektura
Pomník je umístěn uprostřed horní, tj. severní části náměstí. Skládá se z žulového podstavce (soklu) a na něm stojící pískovcové postavy Žižky. Ten je na pomníku zobrazen v nadživotní velikosti, je skoro třímetrový. Stojí vzpřímeně, jako vojevůdce při udílení rozkazu. Pravou nohu má mírně nakročenou, v levé ruce drží atribut husitství – palcát. Jeho pravá ruka se opírá o dlouhý meč. Dubový pařez, umístěný dole, zajišťuje lepší stabilitu sochy, také odkazuje na pověst o narození i skonu hrdiny. Postava Žižky má na sobě detailně velmi dobře zpracovaný dlouhý, kožešinou lemovaný polský kabát, pod ním drátěnou košili, krunýř, a další typické prvky středověké výstroje. Na hlavě má přilbu, pod orlím nosem dlouhý knír, jeho čelo je svraštělé.
Podstavec má tvar komolého jehlanu, skládajícího se ze tří kamenných stupňů; nejnižší je o rozměrech 4,5 × 4,5 m. Spodní část tvoří žulové kvádry, zakončené profilovanou římsou. Nad římsou je osazen nízký sokl, na něm je umístěna samotná socha i s pískovcovou deskou (její součástí). Pás pod římsou je kolem obvodu členěn triglyfy, mezi kterými je umístěno 12 medailonů (po třech na každé straně) s nápisy míst a letopočtů Žižkových vítězných bitev (Vyšehrad 1419, Sudoměř 1420, Benešov 1420, Poříčí 1420, Vítkov - Žižkov 1420, Bor 1420, Litoměřice 1421, Žatec 1421, Německý Brod 1422, Hořice 1423, Hradec Králové 1423 a Malešov 1424). Podstavec (sokl) má výšku 4 metry, socha Žižky je vysoká necelé 3 metry, váží 2,3 tuny a stojí na desce o rozměru 1 m²; součásti sochy.

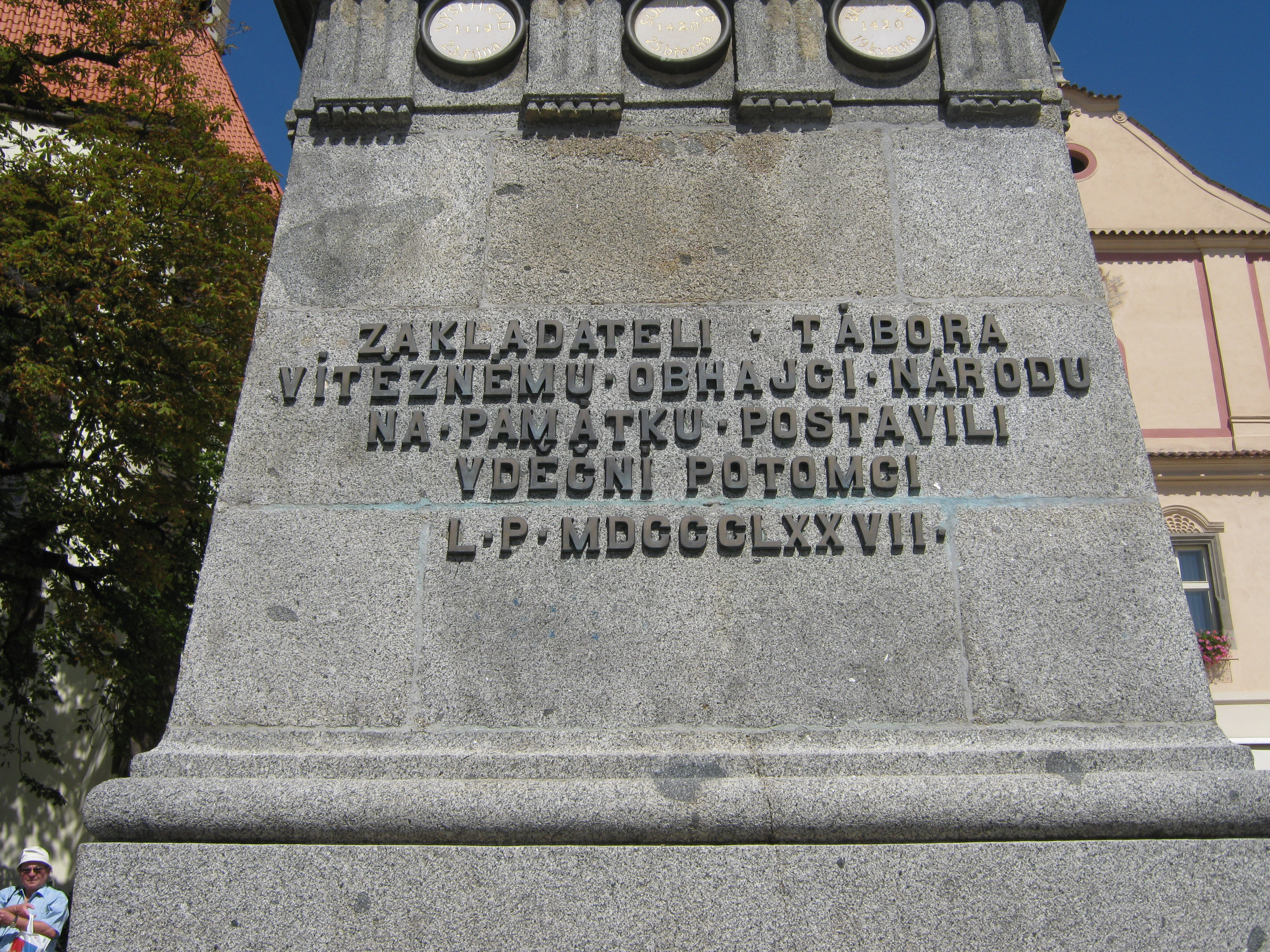
nápis na pomníku

Kolem podstavce je v dlažbě osazeno devět polygonálních nízkých kamenných sloupků s jehlancovým zakončením, spojeny jsou mohutnými řetězy, složenými z dekorativně vykovaných článků s hroty. Na přední straně podstavce je nápis, jehož autorem je František Palacký (uveden je rok 1877, tj. datum prvního odhalení pomníku):
ZAKLADATELI TÁBORA VÍTĚZNÉMU OBHÁJCI NÁRODU NA PAMÁTKU POSTAVILI VDĚČNÍ POTOMCI L.P. MDCCCLXXVII

### Autor pomníku
Josef Strachovský myšlenkově podporoval národní obrozenecké hnutí, patřil mezi realistické sochaře 2. poloviny 19. století. Právě historický realismus uplatnil ve skulptuře Jana Žižky z Trocnova. Vycházel z tradičního způsobu zobrazování, držel se historických studií, včetně detailního zobrazení oděvu a zbroje. Žižka – vojevůdce ve Strachovského pojetí předvádí svou nehynoucí moc a slávu, zároveň je pro diváka výtvarně i ideově srozumitelný.

## Kulturní památka
Pomník je veden jako nemovitá kulturní památka (rejst. č. ÚSKP 27753/3-4649). Vlastníkem stavby je město Tábor. Stavem kulturních památek a kontrolou jejich užívání se zabývá odbor rozvoje MÚ Tábor, který také zajišťuje státní správu na úseku památkové péče a řeší většinu otázek, týkajících se památek i památkově chráněného území.Město Tábor je od roku 1993 aktivně zapojeno do Programu regenerace městských památkových rezervací (MPR) a městských památkových zón (MPZ).
Centrum města, kde se nalézá i pomník Jana Žižky, je protkáno hustou sítí křivolakých uliček, skoro v každé z nich lze nalézt památkově chráněné stavby.Většinou jde o renesanční památky, především o řadu měšťanských domů, s jejich charakteristickými prvky (obloučkovými štíty, freskami, sgrafity). Pomník Jana Žižky je důležitou součástí struktury starého města; celé Staré Město bylo vyhlášeno národní kulturní památkou již v roce 1962 (č. 251/1962 Sb.), jako v jediném městě tehdejší ČSSR.
Současnost se zde prolíná s minulostí, s historickou atmosférou jeho ulic a staveb, jako je např. pomník Jana Žižky. I proto je Tábor označován za jedno z nejmalebnějších měst v České republice.

### Žižkova expozice v Táboře a Žižkův odkaz
Expozice Jana Žižka z Trocnova, neporazitelného (a neporaženého) vojevůdce, který i přes svou slepotu měl pozoruhodné vojenské schopnosti, se nachází ve 4. sále Husitského muzea. Je dokladem jeho schopností, jeho víry ve své poslání Kristova rytíře. Toho, že do boje za pravdu a víru vložil veškeré své schopnosti a síly, a nikdy neodešel z bitevního pole bez vítězství; stal se symbolem nezdolnosti národa, jeho odkaz je stále živoucí. Možná i proto existuje více pomníků Jana Žižky, než pomníků Jana Husa. Pozůstatky původní sochy jsou uloženy v muzeu.